# August Brauer

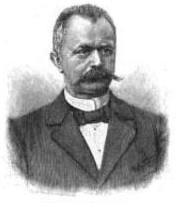
August Brauer (1898)

August Bernhard Brauer (* 3. April 1863 in Oldenburg; † 10. September 1917 in Berlin) war ein deutscher Zoologe und von 1906 bis 1917 Direktor des Zoologischen Museums in Berlin.

## Leben
August Brauer wurde als jüngstes von neun Kindern des Oldenburger Kaufmanns Theodor Brauer und dessen Gattin Marianne geboren. Er besuchte das Gymnasium seiner Vaterstadt und studierte ab 1882 die Naturwissenschaften an den Universitäten Bonn, Berlin und Freiburg. Unter dem Einfluss von August Weismann, Eduard von Martens, Richard von Hertwig sowie Franz von Leydig wandte er sich der Zoologie zu. Er promovierte sich am 30. Oktober 1885 in Bonn mit einer Arbeit zum Thema Bursaria truncatella unter Berücksichtigung anderer Heterotrichen und der Vorticellinen. Am 21. Mai 1887 bestand er das Staatsexamen.
Nachdem er 1887 bis 1888 seinen Militärdienst abgeleistet hatte, studierte er noch einmal zwei Semester in Berlin, insbesondere Geographie bei Ferdinand von Richthofen. Ab dem 1. Oktober 1889 unterrichtete er als Probekandidat an der Berliner Luisenstädtischen Oberrealschule in den Fächern Chemie und Geographie, wechselte aber schon am 1. Januar 1890 als Praktikant an das Zoologische Institut der Friedrich-Wilhelms-Universität Berlin. Die Assistentenstelle bei Franz Eilhard Schulze, die er seit dem 1. April 1890 besetzte, gab er zwei Jahre später auf, um sich an der zoologischen Station Triest mit den Eiern der Artemia zu beschäftigen. Ende 1892 habilitierte er sich an der Philipps-Universität Marburg und blieb dort als Privatdozent. Die Zeit von Mai 1894 bis Januar 1895 verbrachte er auf der Seychellen-Insel Mahé mit dem Studium der Schleichenlurche (Gymnophiona). Er war Teilnehmer an der deutschen Tiefsee-Expedition unter Leitung von Carl Chun, die 1898 bis 1899 mit dem Dampfer Valdivia den Atlantischen und Indischen Ozean bereiste. Von dem gesammelten Material übernahm er die Tiefseefische zur Bearbeitung und veröffentlichte die Ergebnisse 1906 und 1908 als 15. Band der Reihe Wissenschaftliche Ergebnisse der Deutschen Tiefsee-Expedition.
1906 wurde Brauer auf Vorschlag Chuns zum Direktor des Zoologischen Museums in Berlin und gleichzeitig zum außerordentlichen Professor berufen. 1909 wurde er ordentlicher Honorarprofessor, 1914 ordentlicher Professor und 1916 Geheimer Regierungsrat.

## Leistung
Brauers herausragende wissenschaftliche Leistung war die Bearbeitung der von der Valdivia-Expedition gesammelten Tiefseefische. Im ersten Teil des Werks beschrieb er 209 Arten, davon 63 bis dahin unbekannte. Im zweiten Teil beschäftigte er sich ausführlich mit den Augen und Leuchtorganen der Fische. Der hiermit erbrachte Nachweis seiner Befähigung als Systematiker und vergleichender Anatom führte letztlich zu seiner Berufung zum Direktor des Zoologischen Museums in Berlin. Brauer hat darüber hinaus wichtige Beiträge zur Systematik der Schliefer und auf dem Gebiet der Geozoologie geleistet.
Als Direktor gelang es ihm, die Sammlungen des Zoologischen Museums durch Ankäufe stark zu erweitern, für die er erfolgreich private Beihilfen einwarb oder auch seine persönlichen Mittel zur Verfügung stellte, wenn das Budget des Museums allein den Kauf nicht erlaubte. Zusätzlich erreichte er, dass die Sammlungen der Expeditionen mit der Valdivia und der Gauß nach der Bearbeitung größtenteils an das Berliner Museum kamen, ebenso wie die Ausbeute der Spitzbergen-Fahrt von Fritz Schaudinn und Fritz Römer (1866–1909). Vor seinem Tod verfügte er testamentarisch, dass seine Bibliothek und sein gesamtes Vermögen an das Zoologische Museum fallen solle. Der von Brauer angestrebte Museumsneubau in Dahlem kam nach dem Tod Friedrich Althoffs nicht zustande. Das bestehende Museum wurde aber 1914 bis 1917 durch einen Anbau beträchtlich erweitert.
Brauer trat als Herausgeber bedeutender zoologischer Werke hervor. Nach Chuns Tod betreute er ab 1914 die Wissenschaftlichen Ergebnisse der Deutschen Tiefsee-Expedition, ebenso die Fauna Arctica nach dem frühen Tod von Schaudinn und Römer. Ein besonderes Anliegen war ihm die Herausgabe der Reihe Die Süßwasserfauna Deutschlands, die 1909 bis 1912 in 19 Heften erschien.
Brauer war von 1908 bis 1917 im Vorstand der Deutschen Zoologischen Gesellschaft tätig, die meiste Zeit als Schriftführer.

## Tiefseefische nach Brauer
Brauer 1906. Die Zeichnungen stammen von Friedrich Winter

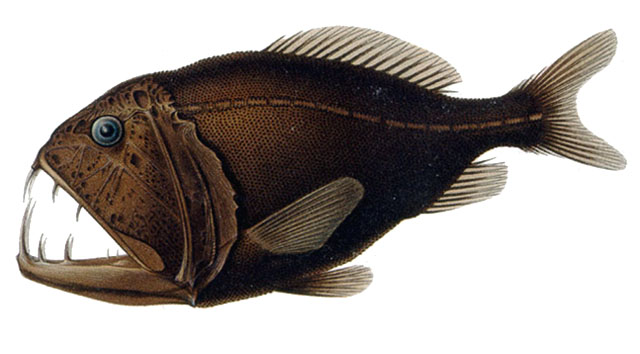
Fangzahnfisch (Anoplogaster cornuta)
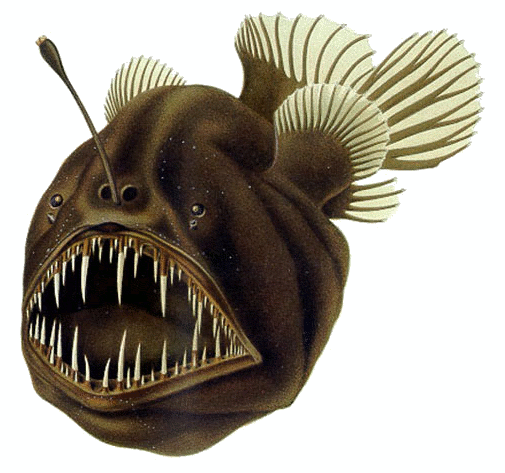
Buckliger Anglerfisch (Melanocetus johnsonii)
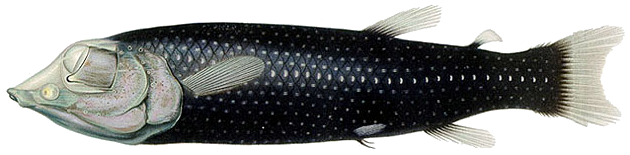
Gespensterfisch (Winteria telescopa)
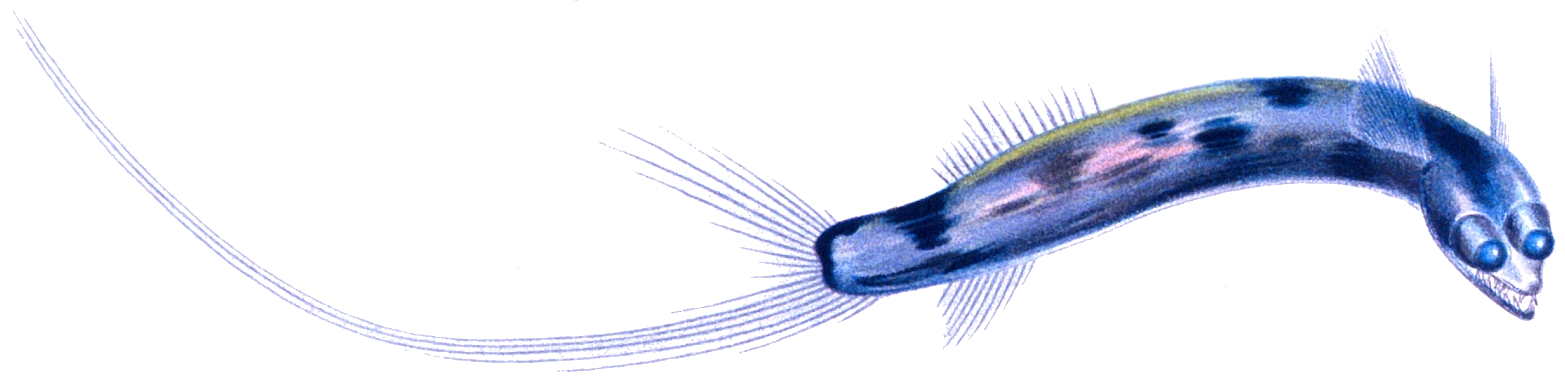
Teleskopfisch (Gigantura chuni)

## Ehrungen
Am 17. Mai 1899, also unmittelbar nach der Rückkehr  der Valdivia-Expedition, wurde Brauer ordentliches Mitglied der Gesellschaft zur Beförderung der gesamten Naturwissenschaften in Marburg. Seit dem 1. Juli 1915 war er Mitglied der Königlich-Preußischen Akademie der Wissenschaften.
Nach Brauer wurde eine Schmetterlingsgattung sowie zahlreiche Tierarten benannt.
Für seine Verdienste wurde ihm 1912 der Rote Adlerorden IV. Klasse verliehen.

## Schriften (Auswahl)
- August Brauer: Bursaria truncatella unter Berücksichtigung anderer Heterotrichen und der Vorticellinen. Dissertation, Bonn 1885 (archive.org).
- August Brauer: Die Tiefsee-Fische. Systematischer Teil. Wissenschaftliche Ergebnisse der Deutschen Tiefsee-Expedition auf dem Dampfer „Valdivia“ 1898–1899, Band 15, Teil 1, Fischer, Jena 1906.
- August Brauer: Die Tiefsee-Fische. Anatomischer Teil. Wissenschaftliche Ergebnisse der Deutschen Tiefsee-Expedition auf dem Dampfer „Valdivia“ 1898–1899, Band 15, Teil 2, Fischer, Jena 1908.
- August Brauer (Hrsg.): Die Süsswasserfauna Deutschlands. Eine Exkursionsfauna. 19 Hefte, Fischer, Jena 1909–1912.